# Џизан (провинција)
Џизан (арап. جازان‎) је провинција на крајњем југу Саудијске Арабије. Главни град провинције је Џизан. Џизан има 1.365.110 становника и површину од 11.671 km². Густина насељености је 116,97 по квадратном километру.